# بروس وسترمن
بروس یوجین وسترمن (زاده ۱۸ نوامبر ۱۹۶۷) یک سیاستمدار آمریکایی است که به عنوان نماینده ایالات متحده برای منطقه چهارم کنگره آرکانزاس خدمت می‌کند. او پیش از این به عنوان عضو و رهبر اکثریت مجلس نمایندگان آرکانزاس خدمت می‌کرد. در سال ۲۰۱۴، وسترمن به عنوان جانشین تام کاتن، که سناتور آمریکایی مارک پرایور را در انتخابات سنا در سال ۲۰۱۴ شکست داد، به عضویت مجلس انتخاب شد.